# U96
U96 je německý hudební projekt Alexe Christensena působící převážně v 90. letech 20. století. Proslavil se zejména techno/taneční verzí filmové melodie k filmu Ponorka.

## Členové skupiny
- Alberto Ingo Hauss (alias Bela Wycombe)
- Hajo Panarinfo
- Helmut Hoinkins
- Alex Christensen (alias AC 16, AC Beat, Alex C.)

## Diskografie
- Das Boot (1991)
- Replugged (1993)
- Club Bizarre (1995)
- Heaven (1996)
- Best of 1991–2001 (2000)
- Out of Wilhelmsburg (2007)